# Živica (miasto Požarevac)
Živica (cyr. Живица) – wieś w Serbii, w okręgu braniczewskim, w mieście Požarevac. W 2011 roku liczyła 643 mieszkańców.